# رژیم اودا

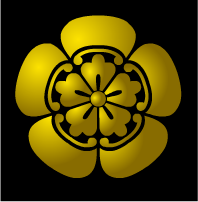
مون خاندان اودا

رژیم اودا (به ژاپنی: 織田政権) یک رژیم سامورایی است که از به قدرت رسیدن اودا نوبوناگا از سال ۱۵۷۳ (در واقع از ۱۵۶۸ و به پایتخت رسیدن نوبوناگا) تا ۱۵۸۵ برقرار بود. در این رژیم به ترتیب اودا نوبوناگا پسرارشدش اودا نوبوهیده و نوه نوبوناگا بنام اودا هیده‌نوبو قدرت را در دست داشتند.

## فهرست رژیم‌های سامورایی
- رژیم هیشی (۱۱۶۰–۱۱۸۵)
- شوگون‌سالاری کاماکورا (۱۱۸۵–۱۳۳۳) میلادی
- شوگون‌سالاری آشیکاگا (۱۵۶۸–۱۳۵۸) میلادی
- رژیم اودا از سال ۱۵۷۳ (در واقع از ۱۵۶۸ و به پایتخت رسیدن نوبوناگا) تا ۱۵۸۵
- رژیم تویوتومی از ۱۵۹۰ (در واقع از ۱۵۸۵) تا ۱۶۰۳
- شوگون‌سالاری توکوگاوا (۱۶۰۳ – ۱۸۶۸)

به نوعی رژیم مرکزی
- رژیم هوسوکاوا (۱۴۹۳–۱۵۴۹) میلادی
- رژیم میوشی (۱۵۴۹–۱۵۶۸) میلادی